# De fredløses krig
De fredløses krig var en konflikt, der fandt sted fra 1289 til 1296 mellem to kongehuse om arvekrav og særinteresser. Konflikten blev udløst ved drabet på kong Erik Klipping i Finderup Lade. Der var ikke tale om en egentlig krig, men snarere en række træfninger hen over perioden mellem på den ene side den danske konge og dennes danske støtter og på den anden side den norske konge og norske stormænd, der havde allieret sig med de danske stormænd, der var blevet erklæret fredløse ved den retssag, der fulgte efter mordet på Erik Klipping i Finderup lade.

## Baggrund
Danmark og Norgesvældet havde i en periode haft konflikter. De norske konger var i konflikt med det fremadstormende Hansaforbund, der på denne tid var støttet af den danske konge. Norgesvældet ønskede at opnå kontrol med Halland, og var fortørnede over, at danske stormænd efter norsk opfattelse havde brudt en række aftaler om fri passage i Jylland og havde henrettet flere norske stormænd.
Det norske kongehus havde endvidere været stærkt utilfreds med, hvorledes arven efter Erik Plovpenning var blevet fordelt. Erik Plovpennings døtre, herunder den norske dronning Ingeborg, anså sig som forfordelt, og havde forgæves i 1282 på det årlige rigsmøde på Nyborg slot klaget over danskernes behandling af arvesagen.
Efter mordet i Finderup lade på den danske konge Erik Klipping i 1286 blev en række danske stormænd anklaget for at have medvirket ved drabet på kongen og efter en retssag året efter blev de fundet skyldige i drabet og erklæret fredløse, ligesom deres besiddelser blev konfiskeret. De danske fredløse stormænd havde forinden retssagen forladt Danmark og havde søgte beskyttelse hos den norske konge Erik 2. Magnusson, i Danmark kaldet Erik Præstehader. Allerede i 1287 besatte Grev Jakob af Halland den nordlige del af Halland og begyndte at opføre fæstningsværker i Nørrehalland.
Da ærkebiskoppen af Lund, Johannes Dros, døde i 1289, skulle udpeges en efterfølger. Domsprovsten i Roskilde, Jens Grand, havde været en af Erik Klippings mægtigste modstandere og flere kræfter i landet så gerne Jens Grand overtage embedet som ærkebiskop i Lund. Den danske konge Erik Menved var dengang ca. 15 år gammel og landet blev ledet at en formynderregering og af Eriks moder enkedronning Agnes. Regeringen var dog ikke stærk nok til at hindre valget af Jens Grand som ærkebiskop. Jens Grand støttede åbenlyst de tidligere danske adelsfolk, der var blevet erklæret fredløse efter mordet på Erik Klipping.

## Krigen
Nogenlunde samtidig med valget af Jens Grand som ærkebiskop af Lund begyndte krigshandlingerne, da den norske konge Erik 2. Magnusson i juli 1289 sejlede ind i Øresund med en flåde samlet ved en leding. Et af skibene kolliderede med et andet skib og sank, hvorved 160 mand druknede. Resten af flådestyrken gik i land i Helsingør den 13. juli 1289 og brændte byen ned. Flåden sejlede herefter mod København, der blev belejret. København modstod dog angrebet, og flåden sejlede videre i Øresund.
Den 16. juli nedbrændte flåden Ven og Amager og angreb Skanør. Skanør var en vigtig by og hjemsted for Skånemarkedet, den vigtigste handelsbegivenhed i Danmark. Ved Slaget ved Skanør en måned før markedet åbnede, faldt den norske høvding Thord Krytter sammen med 70 mand, og det lykkedes ikke angriberne at ødelægge byen. En anden del af den norske flåde ledet af den danske fredløse Stig Andersen Hvide (Marsk Stig) var gået ned gennem Storebælt og angreb og ødelagde Gl. Brattingsborg på Samsø. Marsk Stig Han nedbrændte også Tårnborg ved Korsør og Skelskør og indtog Nykøbing på Falster. Herefter sluttede Marsk Stig sig til hovedstyrken, der lå ved Amager. Efter en fejlslagen fredsaftale drog flåden syd om Møn til Grønsund, hvor de gik i land. De hærgede på Falster, hvor de nedbrændte Stubbekøbing og angreb Stegeborg. Det sidste har muligvis beroet på en fejl, da Møn var pant for medgift til fyrst Vitslav af Rügen. Morgenen efter blev flåden opløst og det første krigstogt var afsluttet.
Året efter i 1290 drog den norske kong Erik 2. sammen med de fredløse, og muligvis sin bror, hertug Håkon, atter på flere togter til Danmark. Erik 2. ankom i Aalborg, hvor han opholdt sig i 15 dage i håbet om at byens indbyggere ville støtte ham. Det rejste sig dog modstand mod Erik i byen og han blev tvunget til at sejle videre til Langeland, som han hærgede. Han nedbrændte Svendborg, hvorefter han sejlede tilbage til Agersø og Omø ved Korsør og nedbrændte herefter Holbæk og Nykøbing på Sjælland. Marsk Stig gik i land på Hjelm, hvor han lod opføre et større borganlæg, der fungerede som marskens base, der blev betegnet som norsk område. De fredløse befæstede også Sprogø og Samsø samt Hunehals i Nørrehalland. Den danske konge Erik Menved indgik en aftale med de mecklenburgske fyrster Nikolaj 2. af Werle og Henrik 2. af Werle, hvor de tyske fyrster mod betaling lovede ikke at hjælpe den norske konge ved at lade ham passere deres territorium eller at lade deres undersåtter gå i tjeneste for kong Erik 2. Der var herefter ro i 1291, hvor Erik 2. også koncentrerede sig om arveforholdene til den skotske trone.
Anden bølge af krigstogter kom i 1292, hvor nordmændene hærgede kystbyer sammen med de danske fredløse. Den norske kong Erik 2. deltog dog næppe i disse togter.
Det tredje krigstogt kom i sommeren 1293, hvor nordmændene og de fredløse opbragte og plyndrede skibe. Hertug Håkon gik den 24. august 1293 i land ved Vejle, hvor han udstedte et beskyttelsesbrev for brødrene Chor. Udstedelsen af beskyttelsesbreve tyder på, at den norske flåde havde kontrol i de danske farvande. Togtet i 1293 var dog ikke så begivenhedsrigt, formentlig fordi den danske Marsk Stig døde samme år. Formålet med togtet var formentlig også, at Håkon ønskede et møde med den tidligere formynder for Erik Menved, Valdemar 4. af Slesvig, der var kommet i opposition til den danske konge.
Et fjerde togt blev i værksat i 1295, der blev afsluttet med en fredsaftale efter forhandlinger på Hindsgavl Slot. Ved fredsaftalen fik de danske fredløse, der var flygtet til Norge i 1287 ret til at vende tilbage til Danmark og til deres ejendomme. De norske fyrster fik adgang til fæstningerne på Hjelm og i Hunehals. Aftalen var gunstig for nordmændene, idet Kong Erik 2. og hertug Håkon fik med aftalen tilkendt retten til mødrenes gods i Danmark. Våbenstilstandsaftalen blev fornyet og varende ind i Håkon 5.'s regeringstid. Krigen afsluttedes formelt i 1298.

## Efterspil
En endelig forligsaftale mellem den norske og den danske kongefamilie kom først på plads i 1310 efter nogle år med fred. Halland blev delt i et nordlig og en sydlig del; Danmark beholdt den sydlige del, og den nordlige del blev overtaget af Norge, hvor Grev Jakob forblev greve. I 1305 blev Halland givet til den norske konges svigersøn, Erik Magnusson af Södermanland, som et dansk len.